# Agallia cuneata
Agallia cuneata är en insektsart som beskrevs av Timothy M. Cogan 1916. Agallia cuneata ingår i släktet Agallia och familjen dvärgstritar. Inga underarter finns listade i Catalogue of Life.